# Domamorîci, raionul Ternopil, regiunea Ternopil
Domamorîci (în ucraineană Домаморич) este o comună în raionul Ternopil, regiunea Ternopil, Ucraina, formată numai din satul de reședință.

## Demografie
Componența lingvistică a comunei Domamorîci
     Ucraineană (99,71%)
     Alte limbi (0,29%)
Conform recensământului din 2001, majoritatea populației comunei Domamorîci era vorbitoare de ucraineană (99,71%), existând în minoritate și vorbitori de alte limbi.